# 沉积学
沉积学（英語：sedimentology）这一概念最早由H. A. Wadell于1932年提出，简单定义为研究沉积物的科学。于1973年出版的《Glossary of Geology》中将沉积学定义为“对沉积物的来源、沉积岩的描述和分类以及沉积物形成过程进行研究的科学。”Friedman和Sanders（1978）将沉积学定义为研究沉积物、沉积过程、沉积岩和沉积环境的科学，对沉积学的研究范围给予了比较完整的概括。
地球表面大部分被沉积岩所覆盖，其中记录了丰富的关于地球历史的信息，也赋存了许多化石记录。沉积学与地层学有着紧密的联系，地层学主要研究地层之间物理上的和形成时间上的关系。
得以认识岩石中的沉积特征是如何形成的前提是地质学上的一个普遍原则：“将今论古”原则，即今天的地球是被怎样的因素所影响的，在过去的地球也被同样的因素以同样的方式影响着。通过对比现代沉积环境的岩石特征和古代沉积岩的特征，地质学家可以重构古代沉积岩形成时的环境。